# Пелагичево (громада)
Пелагичево (серб. Општина Пелагићево) — боснійська громада, розташована в регіоні Бієліна Республіки Сербської. Адміністративним центром є місто Пелагичево.